# Anders Blichfeldt
Anders Bo Blichfeldt (født 9. november 1963) er forsanger, guitarist og komponist i det danske band Big Fat Snake. Han har også udgivet soloalbummerne UNO (2001), Klub čaj (2002) og Born To Be Blue (2005, sammen med Danmarks Radios Big Band), og Docteur Bob i 2016. Fra juni 2017 er Anders Blichfeldt tv-vært på koncertprogrammet Rockshow på TV2 Charlie.[kilde mangler]
Anders Blichfeldt turnerer med et humoristisk soloshow med titlen 'Vejen Videre' i 2019, og det blev i marts 2019 meddelt at han er deltager i 'Toppen af Poppen' 2019.

## Opvækst
Blichfeldt voksede op i Hundested som søn af Peter og Jane Blichfeldt, sammen med sin søster Lena. Som barn spillede han spillemandsmusik på violin, og senere kontrabas, men det var guitaren, der i teenageårene vakte størst interesse. Han fik lov til at øve og udvikle sig gennem optrædener i en række grupper bl.a. sammen med sin kone Marina Blichfeldt, der dengang var korsanger. 

## Musik

### Big Fat Snake
Sammen med Peter Viskinde dannede han i 1990 bandet Big Fat Snake. Indtil 2019 har hans karriere centreret omkring dette projekt, hvor han har skrevet over halvdelen af gruppens sange; heriblandt de populære numre "Female Voice", "Bonsoir Madame" og "Sittin' in a window".
I december 2017 meddelte Big Fat Snake, at de stopper deres turné-virksomhed med udgangen af 2018. Big Fat Snake eksisterer fortsat, men er på vågeblus og kan risikere at vågne op til dåd igen ved særlige lejligheder.

### Andet
Sideløbende med Big Fat Snake har Anders Blichfeldt udgivet tre soloalbummer. Desuden har han hjulpet en del af sine kollegaer og sunget duetter med flere disse – f.eks. Sanne Salomonsen, Søren Sko, Alberte Winding og Esther Brohus.
I 1998 vandt Blichfeldt en Grammy som Årets Danske Sanger.
Blichfeldt har spillet big band jazz og anden orkestermusik i bl.a. Slesvigske Musikkorps, Big Apple Bigband, Tiptoe Bigband og Nyborg Harmoniorkester.  
I august 2014 skrev og producerede Anders Blichfeldt den officielle sang til Europatouren i Danmark. Sangen hedder "Made in Heaven" og er en hyldest til det særlige ved denne del af verden, lyset og mørket. Violinisten Kim Sjøgren medvirker på sangen til at forstærke den nordiske klang. 
I 2016 udgav Anders Blichfeldt albummet Docteur Bob, som sendte ham på en stor solo-turné.
I 2017 sagde Anders Blichfeldt ja til at blive vært på en række musikprogrammer på TV2 Charlie med titlen Rockshow. Programmerne blev en stor succes, og Anders er nu fast vært på det tilbagevendende program.

## Diskografi
- UNO (2001)
- Klub čaj - Uhm Live!! (2002)
- Born to Be Blue (med Danish Radio Big Band) (2005)
- Docteur Bob (2015)